# Mobula japanica
Raie mobula aiguillat, Raie mobula japonaise
Espèce
Synonymes
- Cephaloptera japanica Müller & Henle, 1841[2]
- Dicerohatis japanica (Müller & Henle, 1841)[3]
- Mobula japonica (Müller & Henle, 1841)[2]
- Mobula rancureli Cadenat, 1959[2]

Mobula japanica, communément appelé Raie mobula aiguillat ou Raie mobula japonaise, est une espèce de poissons marins pélagiques de la famille des Mobulidae. Mobula japanica est depuis peu considérée comme conspécifique à Mobula mobular, c’est-à-dire qu'il s'agirait de la même espèce. Elle n'est de ce fait plus reconnue par l'IUCN en tant que Mobula japanica.
Mobula japanica a été observée à des profondeurs allant de 0 à 649 m et sa taille estimée est de 314 cm de largeur de disque. Cette espèce a été décrite pour la première fois en 1841 par Müller et Henle et aurait une répartition globale tropicale et subtropicale.

## Description
Mobula japanica est un poisson de grande taille qui peut atteindre une envergure maximale de 3,10 m. Cependant, la taille moyenne généralement observée est de l'ordre de 2,30 m,.
Elle est identifiable par sa tête qui se détache du corps, de légers reflets argentés sur ses nageoires céphaliques, la position ventrale de sa bouche ainsi que la présence d'un petit aiguillon sur la base postérieure de la nageoire dorsale et d'une tache blanche à son sommet. Le spiracle se situe juste au-dessus de la jonction de la nageoire pectorale et du corps. La teinte de la face dorsale est bleu-mauve sombre et une large bande noire traverse la tête joignant un œil à l'autre. La partie ventrale est blanche.

## Distribution et habitat
Mobula japanica fréquente les eaux tropicales et tempérées de l'océan Indo-Pacifique jusqu'à la partie orientale de l'océan Pacifique ainsi que la zone centre-est de l'océan Atlantique.
Peu d'études et d'informations relatives à ces raies existent, il est donc supposé qu'elles vivent plutôt dans les eaux proches des côtes.

## Biologie
Mobula japanica a un mode de vie pélagique. Elle peut être aussi bien observée en groupe ou solitaire. Elle se nourrit en filtrant l'eau de mer afin de capturer son alimentation favorite, le zooplancton.
Cette raie, comme les autres membres de la famille des Mobulidae, est vivipare aplacentaire. Après accouplement, la femelle libère un œuf qui éclora dans son utérus. Le petit demeurera lové dans l'utérus de sa mère jusqu'à ce qu'il soit totalement développé. Durant cette période de gestation, le petit se nourrit d'abord à partir de ses réserves vitellines puis via des structures spécialisées d'une sorte de lait utérin délivré par l'organisme de sa mère, nommé hisotrophe.
À la naissance, le petit mesure entre 70 et 85 cm.

## Menaces
Ces dernières années, la pêche de Mobulidae est stimulée par la flambée du cours de leurs plaques branchiales sur le marché de la médecine traditionnelle chinoise. De pseudo-vertus médicinales leur sont conférées, sans aucun fondement scientifique avéré, ainsi qu’une stratégie marketing génèrent une importante demande. Quel que soit le type de pêche (artisanale, ciblée ou prise malencontreuse), l’impact de cette dernière sur une population qui possède un taux de fécondité faible, une maturité sexuelle tardive ainsi qu’une gestation longue ne peut être que gravement nuisible pour ces espèces qui ne peuvent compenser les pertes que sur plusieurs décennies. Des chiffres mondiaux de 2011 ont enregistré un prélèvement de plus de 94 000 animaux, dont plus de 50% proviennent du Sri Lanka, où l'espèce la plus fréquemment pêchée est Mobula japanica (87%), suivie par Mobula tarapacana (12%) et Mobula thurstoni (1%).